# Мадс Кристенсен
Мадс Кристенсен (дан. Mads Christensen; Хернинг, 2. април 1987) професионални је дански хокејаш на леду који игра на позицији левокрилног нападача. Члан је хокејашке репрезентације Данске за коју је дебитовао на светском првенству 2007. године. 
Од 2014. игра у немачкој екипи Ред бул из Минхена. Петоструки је првак Данске и четвороструки првак Немачке.